# Conradine Dunker
Conradine Birgitte Dunker, född Hansteen, född 25 augusti 1780 i Kristiania, död 1866, var en norsk memoarskrivare, skolledare och kulturpersonlighet. Hon var aktiv inom Det Dramatiske Selskab, och är särskilt känd för sina memoarer. 
Hon var dotter till tullinspektör Johannes Mathias Hansteen (1744–1792) och Anne Cathrine Treschow (1754–1829) och gifte sig 1796 med artillerikapten Ulrik Anton Nicolai Blix Aamodt (1758-1806) och 1807 med bergassessor Johan Friedrich Wilhelm Dunker (1775–1844). 
Hon var engagerad vid Det Dramatiske Selskab i Oslo, där hon var verksam som skådespelare 1796–1807.  Hon beskrivs som en begåvad aktör och spelade främst Magdelone-roller i Holbergs dramer. Hon var också översättare för teatern. 
Åren 1807–1810 levde hon med maken i Tyskland, men flyttade tillbaka till Norge när han affärsprojekt misslyckades. Hon drev en flickpension i Kristiania mellan 1814 och 1831 för att bidra till familjens ansträngda ekonomi. Fru Dunkers Pigeskole var en av endast fem flickskolor som fanns i Kristiania vid denna tid, vid sidan av främst Jomfru Pharos Skole och frk. Helvig Leschlys. Hennes skola var en utpräglad flickpension, där eleverna fick lära sig konversationsfranska och -tyska, kristendom, handarbete, klaverspel och ytliga kunskaper i historia och grammatik för att bli idealiska hustrur och mödrar och societetsvärdinnor.
1831 flyttade familjen till Trondheim. Även där var hon ibland verksam vid stadens lokala avdelning av Det Dramatiske Selskab. Hon blev änka 1844, och var sedan verksam som lärare vid sin dotter Jacobines flickskola. Efter dotterns död 1857 flyttade hon tillbaka till Oslo. 
Hennes memoarer, Gamle Dage : Erindringer og Tidsbilleder, publicerades första gången 1871, och ses som ett viktigt tidsdokument. 